# El Gran Triunfo
El gran triunfo es una película de drama mexicana de 1981 dirigida por Felipe Cazals. Está protagonizada por Rigo Tovar y Amparo Muñoz.

## Sinopsis
Rigo Tovar y su conjunto Costa Azul triunfan en un teatro. Su representante descubre que debe compartir créditos con la cantante Rosita Montes, que inventa un romance con Rigo para la publicidad. Rigo y ella se enamoran, se casan y tienen hijos, pero sus profesiones y sus diferencias sociales los distancian y se divorcian. Sin embargo se reconcilian cuando su hija enferma.

## Reparto
- Rigo Tovar - Él mismo
- Amparo Muñoz - Rosita Montes
- Carmen Montejo - La abuela
- Víctor Junco
- Humberto Elizondo
- Jorge Victoria
- Irma Porter - Carmen
- Juan Jiménez Saucedo
- Leonardo Ávalos Levua
- Carlos Herrera
- Carlos M. León Soberón
- José A. Tovar García
- Eduardo de la Peña
- Angélica Vale